# H.264
H.264, MPEG-4 част 10, или AVC (съкращението означава разширено видеокодиране), е стандарт за цифров кодек за видеосигнали, който е създаден за постигане на много високо компресиране на данни. Той е създаден от ITU-T Video Coding Experts Group (VCEG) заедно с ISO/IEC Motion Picture Experts Group (MPEG) като продукт на колективното партньорство познато също като Joint Video Team (JVT). ITU-T H.264 стандарта и ISO/IEC MPEG-4 част 10 стандарта (накратко, ISO/IEC 14496-10) са създадени заедно, така че те са технически идентични. Последната проектна работа по първата версия на стандарта е била завършена през май 2003 г.

## История
Името H.264 е продължение на приетия от ITU-T начин на именуване (където стандартът е част от H.26x серията на VCEG стандартите за видео кодиране), докато името MPEG-4 AVC е свързано с именуването на ISO/IEC MPEG (където стандартът е част 10 от ISO/IEC 14496, което е част от групата стандарти познати като MPEG-4). Стандартът е развит съвместно в парньорство на VCEG и MPEG, след по-ранното разработване в ITU-T като VCEG проект под името H.26L.